# فرقاطة أنزاك

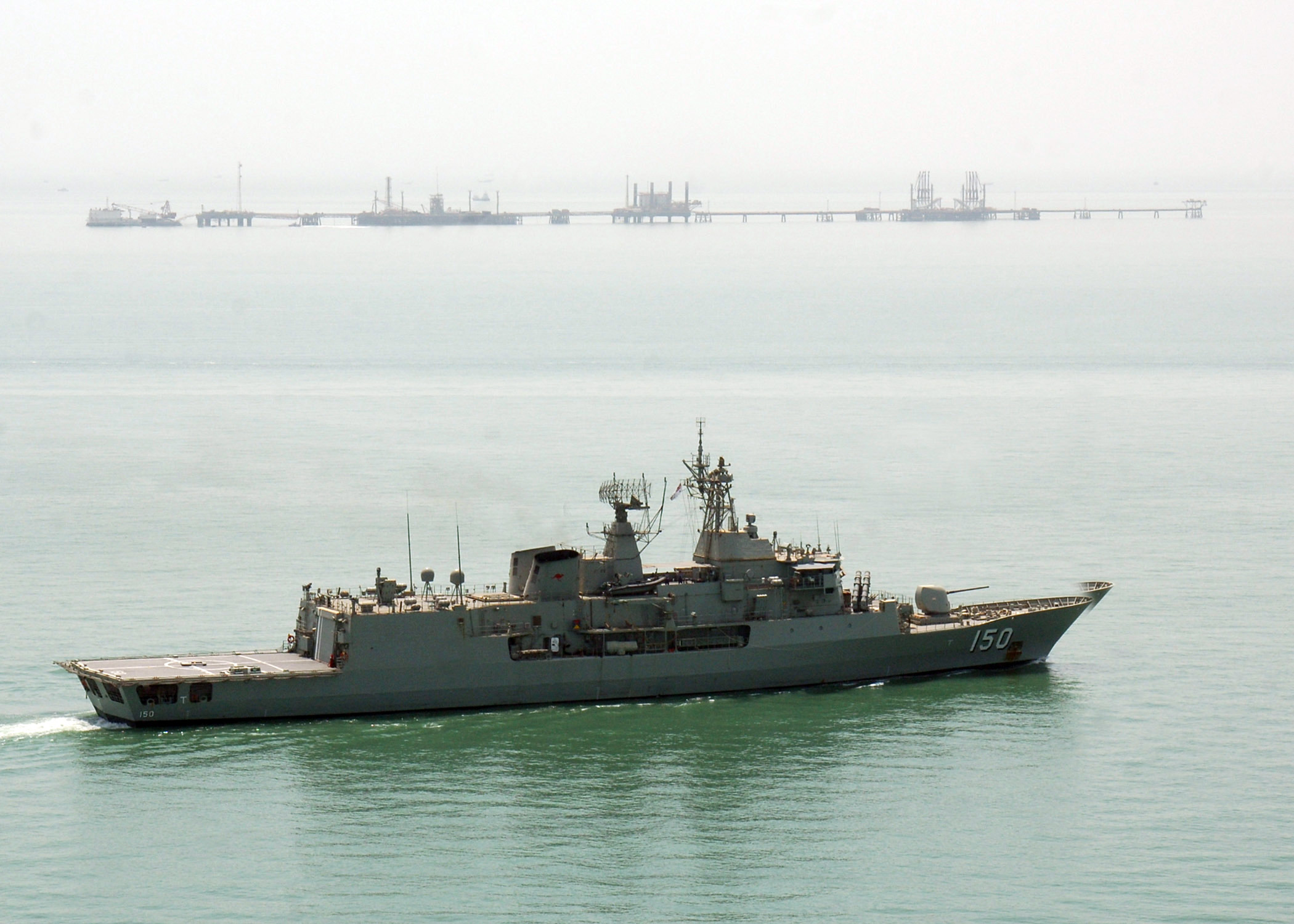
الفرقاطة في خور العمية في العراق في 2007

فرقاطة صنف أنزاك (بالإنجليزية: Anzac-class frigate)‏ وهي سفينة حربية أُسترالية نيوزلندية من نوع فرقاطة وتستخدمها البحرية الملكية الأسترالية والبحرية الملكية النيوزلندية.
الدفع: دفع بحري مشترك بواسطة شراكة ديزل أو غاز CODOG